# Natalia Koryncka-Gruz
Natalia Małgorzata Koryncka-Gruz (ur. 24 lipca 1958 w Warszawie) – polska scenarzystka, reżyser i producent filmowy.

## Życiorys
Absolwentka Wydziału Reżyserii Filmowej i Telewizyjnej (1980-1986) na PWSFTviT w Łodzi oraz filologii polskiej (1976-1980) Uniwersytetu Warszawskiego. W latach 1986–1987 związana była ze Studiem Filmowym im. Karola Irzykowskiego, a w latach 1987-1989 – z Zespołem Filmowym „Perspektywa”. Od 1992 działa jako niezależny producent filmowy.
Żona reżysera Zbigniewa Gruza, mają syna.

## Filmografia

### Filmy fabularne
- Amok (1998) reżyser, scenarzysta
- Piekło-niebo (2004) (cykl Święta polskie), reżyser
- Warsaw by Night (2015)

### Seriale telewizyjne
- Kamienna tajemnica (1990), drugi reżyser
- Czułość i kłamstwa (1999–2000), reżyser
- M jak miłość (2000–2007), reżyser
- Barwy szczęścia (od 2007), reżyser

### Filmy dokumentalne
- Norwid (1984), reżyser, scenarzysta
- 1-1 (Jeden minus jeden) (1986), reżyser, scenarzysta
- Powrót arystokratów (1992), reżyser, scenarzysta, producent
- Dolina księżycowa (1993), reżyser, scenarzysta
- „Demoniczne” kobiety Witkacego (1995), reżyser, scenarzysta[2]
- Krótki film o Krzysztofie Kieślowskim (1996), reżyser, scenarzysta
- Henia tamta i ta (1996), reżyser, scenarzysta, producent
- Bezprizorni (1997), reżyser, scenarzysta
- Błota po wodzie (1998), reżyser, scenarzysta, producent
- Zbig (2000), reżyser, scenarzysta, producent
- Mała Zagłada (2018), reżyser, scenarzysta, producent[3]

### Teatry i widowiska telewizyjne
- Martwa natura (1988), reżyser
- Biesiada sarmacka (1994), reżyser, producent
- Kobiety bezdomne (1994), scenarzysta, reżyser, producent
- Mały Książę (1994), scenarzysta, reżyser
- Demoniczne kobiety Witkacego (1995), scenarzysta, reżyser, producent
- Gra kłamstw (1995), reżyser, producent

- Pieśni postu (1996), producent
- Biała dama (1997), reżyser
- Fernando Pessoa- Księga niepokoju (1997), scenarzysta, reżyser

- Niebo złote Ci otworzę (1999), scenarzysta, reżyser, producent
- Inka (2007), reżyser

### Reportaże
- Agnieszka Holland - Tajemniczy ogród (1992), reżyser, producent
- Cannes '93 (1993), reżyser, producent
- Chicago (1993), reżyser, producent
- Jaxa (1993), reżyser, producent
- Cannes '94 (1994), reżyser, producent

## Nagrody
1987-1988
Film dokumentalny „1-1”
- Bilbao FF '87 – Grand Prix
- Oberhausen FF '87 – Nagroda Główna, FIPRESCI, FJCC, Jury Katolickiego, Organizacji Młodzieżowych
- Monachium FF '87 – I Nagroda
- Nîmes FF '88 – Nagroda za Najlepszą Reżyserię, Montaż, dla Najlepszej Aktorki
- MoMa (Museum of Modern Art) New York, 1988- Pokaz Specjalny

1994
- Nagroda Miasta Fryburga (za film dokumentalny „Dolina księżycowa”)

1998
- 23. Festiwal Polskich Filmów Fabularnych w Gdyni – Nagroda za Najlepszy Debiut (za film fabularny „Amok”)

2001
- XXXIV Festiwal Filmów Dokumentalnych w Krakowie – Nagroda PLANETE dla reżysera najlepszego polskiego filmu dokumentalnego (za film dokumentalny „Zbig”)

2005
- 30. Festiwal Polskich Filmów Fabularnych w Gdyni – nagroda Rady Programowej TVP
- Houston, WorldFest Independent Film Festival – Bronze Award w kategorii: TELEVISION AND CABLE PRODUCTION: Feature Made for Television / Cable